# Краснов, Николай Иванович (генерал)
Николай Иванович Краснов (1833—1900) — русский генерал-лейтенант, военный историк и писатель.

## Биография
Родился в 1833 году и происходил из дворян Донского казачьего войска, сын генерал-лейтенанта Ивана Ивановича Краснова.
Образование получил в 1-м кадетском корпусе и 7 августа 1851 года был произведён в первый офицерский чин, начал службу в лейб-гвардии Казачьем полку.
Во время Крымской кампании Краснов в рядах Донской конной артиллерии № 3 батареи участвовал в обороне Таганрога и во взятии неприятельской канонерской лодки «Джаспер». В 1863 году за отличие при усмирении польского восстания был награждён орденом св. Анны 3-й степени с мечами и бантом.
В 1858 году по окончании курса в Николаевской академии Генерального штаба Краснов некоторое время состоял для поручений при Главном управлении Генерального штаба, а в 1867 году перешёл на службу в Главное управление казачьих войск. 26 февраля 1880 года Краснов был произведён в генерал-майоры и затем назначен членом Комитета казачьих войск от войска Донского и начальником межевого и статистического отделения в Главном управлении казачьих войск. Между прочим, Краснов был проповедником необходимости создания особого казачьего флота и мысль об этом проводил в ряде статей и публичных чтений.
В 1892 году Краснов в чине генерал-лейтенанта вышел в отставку и занял на Дону должность почётного мирового судьи.
Умер в Таганроге 15 сентября 1900 года. Похоронен в Таганроге на городском кладбище.

## Военные чины
- Прапорщик (07.08.1851)[2]
- Сотник (14.08.1855)
- Поручик Ген. штаба (01.01.1860)
- Штабс-капитан (30.08.1860)
- Капитан (30.08.1863)
- Подполковник (30.08.1866)
- Полковник (30.08.1869)
- Генерал-майор (26.02.1880)

## Награды
- Орден Святого Станислава 3-й ст. (1856);[2]
- Орден Святой Анны 3-й ст. (1863);
- Орден Святого Станислава 2-й ст. с мечами (1864);
- Императорская корона к Ордену Святого Станислава 2-й ст. (1868);
- Орден Святого Владимира 4-й ст. (1870);
- Орден Святой Анны 2-й ст. (1872);
- Орден Святого Владимира 3-й ст. (1874);
- Орден Святого Станислава 1-й ст. (1883).
- Орден Святой Анны 1-й ст. (1889)

## Литературная деятельность
Н. И. Краснов являлся одним из выдающихся исследователей по истории казачества. Из его отдельно изданных трудов наиболее известны:
- «Военное обозрение земли Войска Донского». СПб., 1864
- «Донской казачий флот». СПб., 1886
- «Донское войско как главный член казачьей семьи»
- «Описание земли Войска Донского». СПб., 1863
- «Исторические очерки Дона»
- «Казак Иван Богатый. Эпилог Булавинского бунта». Новочеркасск, 1882
- «Народонаселение и территория казачьих войск».
- «Прошлое и настоящее Донских казаков»
- «Терские казаки» (золотая медаль Императорской академии наук).

Также получили большую известность и отдельные статьи:
- Низовые и верховые донские казаки // «Военный сборник», 1858, № 2
- Оборона Таганрога и берегов Азовского моря в 1855 г. // «Военный сборник», 1862, № 8
- Влияние экономического развития казачьих войск на успехи их в народном образовании // «Военный сборник», 1879, № 10—12
- Мобилизация льготных казаков в турецкую войну 1877—1878 годов // «Военный сборник», 1880, № 4—7

Красновым были напечатаны ряд повестей, рассказов и очерков из истории донского казачества в петербургских и донских периодических изданиях. Из его беллетристических произведений отдельно изданы:
- «Таинственные и новые про казаков рассказы». Новочеркасск, 1909
- «На озере. Повести и рассказы». СПб., 1895
- «Донцы. Рассказы из казачьей жизни». СПб., 1896

## Сыновья
- Андрей Николаевич — российский учёный, первый доктор географии.
- Платон Николаевич — был известным переводчиком античных классиков и литературоведом.
- Пётр Николаевич — также был генералом и известным писателем, активно участвовал в Гражданской войне, во время Второй мировой войны сотрудничал с нацистами и в 1947 году был повешен как военный преступник.